# Jonas Sonnenberg
Jonas Sonnenberg (* 23. Juni 1993 in Braunschweig) ist ein deutscher Fußballspieler.

## Karriere
Sonnenberg begann mit dem Fußballspielen beim TSV Wendezelle/Wendeburg, beim VfB Peine und beim VfL Wolfsburg. Für seinen Verein bestritt er 25 Spiele in der B-Junioren-Bundesliga und 24 Spiele in der A-Junioren-Bundesliga, bei denen ihm insgesamt sechs Tore gelangen. Mit seiner Mannschaft wurde er 2011 Deutscher Meister mit der A-Jugend. Im Sommer 2012 wurde er in den Kader der 2. Mannschaft der Wolfsburger in der Regionalliga Nord aufgenommen. Dort konnte er mit seinem Verein die Meisterschaft 2014 feiern, scheiterte aber in den Aufstiegsspielen zur 3. Liga an der SG Sonnenhof Großaspach. Nachdem sein Vertrag im Sommer 2015 ausgelaufen und er zwei Monate vertraglos gewesen war, unterschrieb er Ende September 2015 einen Vertrag bei der 2. Mannschaft des SSV Jahn Regensburg in der Bayernliga. Er trug aber auch in zwei Spielen zur Meisterschaft 2016 der ersten Mannschaft in der Regionalliga Bayern bei und verhalf somit auch seiner Mannschaft zum anschließenden Aufstieg in die 3. Liga.
Nach der Saison wurde sein Vertrag nicht verlängert, und er wechselte zurück in die Regionalliga Nord zum TSV Havelse, wo er parallel zu seiner Spielertätigkeit auch Leiter der Geschäftsstelle des Vereins wurde. Dort gelang ihm mit seinem Verein in der Saison 2020/21 der Aufstieg in die 3. Liga nach zwei 1:0-Siegen über den 1. FC Schweinfurt 05. Am 24. Juli 2021, dem 1. Spieltag, gab er schließlich sein Profidebüt bei der 0:1-Heimniederlage gegen den 1. FC Saarbrücken, bei der er in der 88. Spielminute für Vico Meien eingewechselt wurde. Insgesamt bestritt er drei Drittligapartien, stieg jedoch mit der Mannschaft im Sommer 2022 wieder zurück in die Regionalliga ab. Im Anschluss beendete Sonnenberg seine Profikarriere und schloss sich dem Peiner Kreisligisten TB Bortfeld an.

## Erfolge
VfL Wolfsburg
- Deutscher A-Jugend-Meister: 2011

VfL Wolfsburg II
- Meister der Regionalliga Nord: 2014

SSV Jahn Regensburg
- Aufstieg in die 3. Liga als Meister der Regionalliga Bayern: 2016

TSV Havelse
- Niedersachsenpokal-Sieger: 2019/20
- Aufstieg in die 3. Liga: 2020/21